# Federico Bahamontes
Alejandro Martín Bahamontes, meglio conosciuto come Federico Bahamontes (Toledo, 9 luglio 1928 – Valladolid, 8 agosto 2023), è stato un ciclista su strada e pistard spagnolo.
Professionista dal 1954 al 1965, vinse il Tour de France 1959.

## Carriera
Nato con il nome Alejandro Martín Bahamontes, ma universalmente conosciuto come Federico Martín Bahamontes, fu un grande scalatore, soprannominato L'aquila di Toledo.
Passò al professionismo nel 1954, mettendosi subito in luce al Tour de France, vincendo la maglia a pois destinata al miglior scalatore nella corsa francese. Seppe ripetere questo exploit anche nelle edizioni successive della Grande boucle, aggiudicandosi la speciale classifica per un totale di sei volte, record battuto soltanto nel 2004 da Richard Virenque.
Fece valere le sue doti di grimpeur anche nelle altre due principali competizioni a tappe, conquistando per due volte la classifica scalatori nella Vuelta a España ed una volta nel Giro d'Italia.
In queste manifestazioni vinse undici frazioni: sette al Tour, tre alla Vuelta ed una al Giro.
Nelle dodici stagioni da professionista si aggiudicò ben 74 corse su strada ed una manifestazione su pista.
La sua più grande impresa risale al 1959, anno in cui vinse il Tour de France.
Pur non essendo considerato tra i favoriti alla partenza, riuscì ad imporsi grazie ad una lunga fuga sui Pirenei e ad una vittoria nella cronoscalata del Puy-de-Dôme, che gli permisero di accumulare un importante vantaggio. 
Sulle Alpi, alleandosi con l'altro grande scalatore del tempo Charly Gaul, riuscì a mantenere il margine su Henri Anglade e Jacques Anquetil, tanto da giungere primo con più di quattro minuti di vantaggio nei confronti dello stesso Anglade.
Negli anni successivi salì altre due volte sul podio di Parigi: nel 1963 si classificò al secondo posto dietro a Jacques Anquetil, il quale accumulò il vantaggio decisivo nella frazione a cronometro, mentre nel 1964 arrivò terzo alle spalle di Anquetil e Raymond Poulidor, a più di 4 minuti dal vincitore.
In patria riuscì a laurearsi campione nazionale nella corsa in linea nel 1958, ma anche ad ottenere la piazza d'onore alla Vuelta a España del 1957.

## Palmarès

### Strada
- 1953

Circuito Sandinero
- 1954

Nice-Mont Angel
- 1955

Clásica a los Puertos de Guadarrama
Le Mont Faron - Chrono
Monaco-Golf du Mont Angel
6ª tappa Vuelta a Asturias
Classifica generale Vuelta a Asturias
6ª tappa Volta a Catalunya
9ª tappa Volta a Catalunya
- 1957

Le Mont Faron - Ligne
3ª tappa Vuelta a España
1ª tappa Vuelta a Asturias
Classifica generale Vuelta a Asturias
- 1958

Campionati spagnoli, Prova in linea
Subida a Arrate
4ª tappa Giro d'Italia (Saint-Vincent > Torino/Superga)
14ª tappa Tour de France (Pau > Luchon)
20ª tappa Tour de France (Gap > Briançon)
- 1959

Campionati spagnoli, Montagna
Subida a Arrate
4ª tappa Vuelta a España (Siviglia > Granada)
3ª tappa, 2ª semitappa Tour de Suisse (Siebnen > Sattelegg)
5ª tappa Tour de Suisse (Bellinzona > Kandersteg)
15ª tappa Tour de France (Puy-de-Dôme, cronometro)
Classifica generale Tour de France
- 1960

Subida a Arrate
13ª tappa Vuelta a España (Logroño > San Sebastián)
- 1961

Monaco-Golf du Mont Angel
Nice-Mont Angel
Subida a Arrate
4ª tappa Giro di Sardegna (Oristano > Nuoro)
- 1962

Le Mont Faron - Ligne
Le Mont Faron - Chrono
Subida a Arrate
3ª tappa, 1ª semitappa Tour de Romandie
13ª tappa Tour de France (Luchon > Superbagnères, cronometro)
- 1963

La Touloubre
Mont Faron - Chrono
15ª tappa Tour de France (Saint-Étienne > Grenoble)
- 1964

Mont Faron - Ligne
Mont Faron - Chrono
Subida al Naranco
8ª tappa Tour de France (Thonon-les-Bains > Briançon)
16ª tappa Tour de France (Luchon > Pau)
- 1965

Escalada a Montjuïc
Classifica generale Tour du Sud-Est

#### Altri successi
- 1954

Classifica scalatori Tour de France
- 1956

Classifica scalatori Giro d'Italia
- 1957

Classifica scalatori Vuelta a España
- 1958

Premio della combattività Tour de France
Classifica scalatori Tour de France
Classifica scalatori Vuelta a España
- 1959

Classifica scalatori Tour de France
- 1962

Classifica scalatori Tour de France
- 1963

Classifica scalatori Tour de France
- 1964

Classifica scalatori Tour de France

### Pista
- 1964

Sei giorni di Madrid

## Piazzamenti

### Grandi Giri
- Giro d'Italia

1956: ritirato
1958: 17º
1961: ritirato
- Tour de France

1954: 25º
1956: 4º
1957: ritirato
1958: 8º
1959: vincitore
1960: ritirato
1962: 14º
1963: 2º
1964: 3º
1965: ritirato
- Vuelta a España

1955: 21º
1956: 4º
1957: 2º
1958: 6º
1959: ritirato
1960: ritirato
1965: 10º

### Classiche monumento
- Milano-Sanremo

1963: 71º
- Giro di Lombardia

1961: ritirato
1962: 20º
1963: ritirato

### Competizioni mondiali
- Campionati del mondo

Solingen 1954 - In linea: ritirato
Copenaghen 1956 - In linea: ritirato
Berna 1961 - In linea: 17º
Ronse 1963 - In linea: ritirato
Sallanches 1964 - In linea: ritirato